# Экономический класс
Экономичный класс, экономкласс — класс обслуживания в гражданской авиации. Места в нём являются наиболее дешёвыми. 

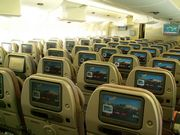
Салон экономичного класса в самолёте Airbus A380 авиакомпании Emirates

Как правило, салон экономкласса расположен в средней или задней части самолёта. Ширина сидений составляет от 43 до 46,4 см. Расстояние между рядами на региональных рейсах — от 74 до 81 см, на международных — от 75 до 91 см, шаг между креслами — от 74 до 91 см. Норма провоза багаже в экономклассе наименьшая. Обычно билеты экономкласса являются невозвратными и необмениваемыми.